# Gensko prevajanje
Prevajanje (translacija) RNK je proces, v katerem se določeno zaporedje baz v molekuli sporočilne RNK (mRNK) med sintezo beljakovine prevede v zaporedje aminokislin v polipeptidu.
Informacijo o zapisu za določeno beljakovino nosi DNK, in sicer v obliki linearnega zapisa baz (adenin, timin, gvanin, citozin). Ta informacija se prepiše v enoverižno mRNK, kjer je zapis podoben kot pri DNK, le da gre delno za druge nukleotide (adenin, uracil, gvanin, citozin). Beljakovine pa so sestavljene iz linearnega zaporedja aminokislin in nastanejo na osnovi mRNK. Tako gre nekako za dva različna jezika zapisov, jezik nukleotidov v DNK in RNK ter jezik aminokislin v beljakovinah in informacijo je treba prevesti – zato se proces prepisa mRNK v aminokislinsko zaporedje imenuje prevajanje.

## Osnovni mehanizem
Sporočilna RNK prenaša genetsko informacijo od kromosomov do ribosomov v obliki ribonukleinskega zapisa. Ribonukleotidi se s pomočjo prevajalskega ustroja »prevajajo« v obliki treh zaporednih nukleotidov, ki se imenuje kodoni. Vsak kodon zapisuje določeno aminokislino. Na molekulah ribosomov se tako mRNA prepiše v določeno zaporedje aminokislin. Ribosom sestoji iz več sestavnih delov in vsebuje ribosomsko RNK ter beljakovine. V teh beljakovinskih »tovarnah« se aminokisline združijo v beljakovine. Prenašalna RNK (tRNK) so majne, nekodirajoče verige RNK (74–93 nukleotidov), ki prinašajo aminokisline na ribosome. tRNK vsebuje mesto, na katero je vezana aminokislina, in mesto, imenovano antikodon. Antikodon je ribonukleotidna trojica (triplet), ki opredeljuje aminokislino, ki jo dotična tRNA prenaša.
Vezavo določene tRNA in aminokisline katalizira encim aminoacil-tRNA-sintetaza. Antikodon prenašalne RNK definira, katera aminokislina se bo vezala nanjo. Produkt vezave tRNK in aminokisline je molekula aminoacil-tRNA. Le-ta potuje v notranjost ribosoma, kjer se na kodon sporočilne RNK veže določena prenašalna RNK (kodon sporočilne RNK in antikodon prenašalne RNK sta komplementarna). Aminokislina, vezana na tRNK, se porabi za sintezo beljakovine. Ko se nova aminokislina doda nastajajoči polipeptidni verigi, se ribosom premakne po mRNK za en kodon proti 3'-koncu. Proces prevajanja zahteva velike količine energije. Hitrost prevajanja je znatno večja v evkariontskih celicah (največ 17–21 aminokislin na sekundo) v primerjavi s prokariontskimi celicami (največ 6–9 aminokislin na sekundo).

## Pri prokariontih

### Začetna stopnja ali iniciacija
V tej fazi nastopajo različni elementi: a) sporočilna oziroma informacijska RNK (mRNK); b) mala in velika podenota ribosoma; c) iniciacijski faktorji (IF-1, IF-2 in IF-3); d) začetna tRNK, na katero je vezan N-formil-metionin; e) gvanozin trifosfat (GTP).
V času ko na ribosomu ne poteka sinteza beljakovin, sta mala (30S) in velika (50S) podenota v t. i. dinamičnem ravnovesju – podenoti se nenehno združujeta in ločujeta. To onemogoča mRNK, da bi se vezala na malo podenoto. Na tem mestu nastopi iniciacijski faktor 3. IF-3 se veže na malo podenoto, s tem onemogoči, da bi se podenoti ponovno združili in istočasno omogoči, da se veže na mRNK. Pri vezavi ribosoma na mRNK je pomembno predvsem Shine-Dalgarnovo zaporedje, ki se poveže s komplementarnimi nukleotidi v rRNK 16S. Nato se f-Met-tRNK veže na začetni kodon (po navadi AUG), za kar je potreben IF-2 na katerega je vezan GTP. Startna tRNK se (za razliko od ostalih tRNK, ki se vežejo na mesto A) veže na mesto P. IF-1 nadalje ojača disociacijo med malo in veliko podenoto ter onemogoča, da bi se na mesto A vezale aminoacil tRNK. Nazadnje se IF-3 odcepi in omogoči veliki podenoti, da se združi z malo podenoto. GTP se hidrolizira v GDP in IF-2 ter IF-1 zapustita ribosom. Velika podenota se veže na malo in nastane iniciacijski kompleks 70S.
Iniciacijo lahko na kratko povzamemo v treh korakih. Sprva se na ribosom veže mRNK, nato se startna tRNK veže na začetni kodon in nazadnje se velika podenota poveže z malo.

### Podaljševanje ali elongacija
Elongacijo lahko prav tako razdelimo na tri dele: vezava tRNK, peptidilni prenos in translokacija. Elementi, ki sodelujejo pri elongaciji: a) kompleks 70S; b) tRNK na katere so vezane aminokisline; c) elongacijski faktorji (EF-T, EF-Tu in EF-G); d) GTP.
Sprva se tRNK z aminokislino veže na mRNK, za to pa potrebuje pomoč EF-Tu. Na EF-Tu je vezan GTP in skupaj s tRNK tvorijo tridelni kompleks. Ta kompleks vstopi v ribosom na mesto A, kjer se tRNK z antikodonom veže na ustrezen kodon mRNK. Ko kompleks vstopi na mesto A, se GTP pretvori v GDP in kompleks EF-Tu—GDP se disociira. EF-T regenerira kompleks v EF-Tu—GTP. Sledi peptidilni prenos, pri čemer med AK nastane peptidna vez; pri tem se AK odcepi od tRNK, ki se nahaja na mestu P. Peptidilni prenos katalizira rRNK 23S, ki je del velike podenote. Zadnji korak je translokacija. Pri tem se mRNK premakne v smeri od 5' proti 3' koncu tako, da se tRNK, ki je bila prej na mestu A, premakne na mesto P; tRNK z mesta P pa na izhodno mesto (mesto E) in zapusti ribosom. Translokacija zahteva EF-G in hidrolizo GTP v GDP. Mesto A tako ostane prazno, a ga kmalu zasede nova tRNK in cikel se ponovi.

### Zaključna stopnja ali terminacija
Prevajanje se konča, ko ribosom sreča končno zaporedje. Na končno zaporedje se ne veže nobena tRNK, saj nima nobena komplementarnega antikodona. Namesto tega se na mesto A vežejo t. i. sprostitveni dejavniki (»release factors« - RF). Na končni kodon se veže ali RF1 ali RF2; RF3 pa z GTP tvori kompleks in se veže na ribosom. Sprostitveni faktorji spodbudijo odcepitev polipeptidne verige od tRNK, pri tem pa se GTP hidrolizira v GDP. Dodatni faktorji pomagajo sprostiti tRNK in mRNK iz ribosoma ter ločiti podenoti.

## Pri evkariontih
Pri evkariontih poteka prevajanje na splošno precej podobno kot pri prokariontih z nekaj razlikami.
Evkariontska mRNK ne vsebuje Shine-Dalgarnovega zaporedja, pač pa se ribosom z iniciacijskimi faktorji veže na kapo 5'-konca in nato premika v smeri 5'-3' dokler ne doseže začetnega kodona. Prepoznavo začetnega kodona ojača Kozakovo (skupno) zaporedje. Pri evkariontih sodeluje več iniciacijskih faktorjev. Nekateri prepoznajo kapo na 5'-koncu in tako omogočijo vezavo male podenote na mRNK, spet drugi posedujejo helikazno aktivnost in odstranjujejo sekundarne strukture na 5'-koncu ter tako omogočijo, da se ribosom nemoteno premika do začetnega kodona. Poli(A)-rep na 3'-koncu prav tako sodeluje pri iniciaciji. Beljakovine vezane na ta konec stopajo v interkacijo z beljakovinami, ki se nahajajo na 5'-koncu in tako ojačajo vezavo ribosoma na mRNK. Obstaja tudi t. i. od kape neodvisna iniciacija. Pri tem mRNK vsebuje notranje vhodno mesto za ribosom, kar omogoča, da se ribosom neposredno veže na začetni kodon.
Pri terminaciji sodelujeta zgolj dva sprostitvena dejavnika (eRF1 in eRF2). eRF1 se veže na končni kodon, eRF2 na katerega je vezan GTP pa spodbudi sprostitev polipeptida iz ribosoma.

### Dodatne razlike med prokariontsko in evkariontsko translacijo
- Začetni kodon (AUG) pri prokariontih kodira modificirano obliko metionina (N-formilmetionin), pri evkariontih pa nemodificiran metionin;
- Pri prokariontih potekata transkripcija in translacija istočasno v citoplazmi, medtem ko pri evkariontih po navadi (a ne vedno) ločeno – translacija poteka v citoplazmi. Presenetljivo je, da novejše raziskave kažejo, da v določenih primerih tudi pri evkariontih lahko potekata oba procesa hkrati v jedru;
- Velikost in kompozicija prokariontskih in evkariontskih ribosomov se prav tako razlikuje.

## Poliribosom
Sinteza beljakovin poteka tako, da je na mRNK simultano vezanih več ribosomov. Ta kompleks imenujemo poliribosom ali krajše polisom. Ribosomi se drug za drugim pomikajo v smeri 5' proti 3'.

## Posttranslacijska modifikacija proteinov
Proteini so po translaciji lahko podvrženi še raznim modifikacijam. Odstrani se lahko formilna skupina in metionin; v nekaterih primerih tudi signalno zaporedje. Nekateri proteini za aktivacijo potrebujejo vezane ogljikove hidrate. Proteini se zvijejo v pravilno obliko, vendar nekateri za to potrebujejo pomoč molekulskih šaperonov.